# Aeba
Aeba – niemiecki zespół grający black metal. Grupa została założona 1995 roku w okolicach Kilonii.

## Muzycy

### Obecny skład zespołu
- Isegrim - śpiew (1992- )
- Schattensturm - gitara elektryczna (1992- )
- Xsaahr - gitara elektryczna (2005-)
- Exul - gitara basowa (1995- )
- Infernal Desaster - instrumenty perkusyjne (2001- )

### Byli członkowie zespołu
- Nidhögg - instrumenty perkusyjne (1992-2001)
- Stephanie/Daemonia - instrumenty klawiszowe (1996 - 2002)
- Hellisher - instrumenty klawiszowe (2002)

## Dyskografia
- The Rising (1995)
- Im Schattenreich... (1997)
- Flamenmanifest (1999)
- Rebellion - Edens Asche (2001)
- Shemhamforash - Des Hasses Antlitz (2004)